# Mosbach
Mosbach város Németországban, azon belül Baden-Württembergben. Lakosainak száma 23 647 fő (2023. december 31.).

## Városrészei
- Diedesheim
- Lohrbach
- Mosbach
- Neckarelz
- Reichenbuch
- Sattelbach
- Waldstadt.

## Története
1241-ben nyerte el a „szabad birodalmi város“ (freie Reichsstadt) státust. 1362-ben beolvasztattak a várost a Rajnai Palotagrófságba. 1410-ben I. Ottó mosbachi palotagróf rezidenciája lett. Ottó fia áthelyezett a rezidenciát Neumarktba.
1803-ban Mosbach a Leiningeni Hercegséghez került, 1806-tól pedig a Badeni Nagyhercegséghez tartozott.

## Népesség
A település népessége az elmúlt években az alábbi módon változott:
| Lakosok száma | 19 156 | 22 315 | 23 833 | 23 224 | 23 568 | 25 135 | 25 045 | 24 963 | 22 735 | 23 647 |
|               | 1961   | 1967   | 1974   | 1980   | 1987   | 1993   | 2000   | 2006   | 2013   | 2023   |